# خزپوش (فیلم)
خَس‌پوش (به ارمنی: Խասփուշ)؛ (به روسی: Хас-Пуш) فیلمی محصول سال ۱۹۲۷ ساخته کارگردان برجسته ارمنی هامو بیک-نازاریان است که به خیزش اواخر سده ۱۹ (میلادی) دهقانان و پیشه‌وران ایرانی علیه شاه قاجار و نفوذ امپراتوری بریتانیا در ایران می‌پردازد. فیلم بر پایه داستانی از رافی و به‌صورت سیاه و سفید و صامت ساخته شده‌است.

## بازیگران
- هراچیا نرسیسیان
- M. Dulgaryan Մ. Դուլգարյան
- آوت آوتیسیان
- تیگران آیوازیان
- هامبارتسوم خاچانیان
- مکرتیچ جانان
- میکائل گاراگاش
- تیگران شامیرخانیان
- واغارش واغارشیان
- آماسیا مارتیروسیان
- Ա. Յանչար